# محمدقلی آصف‌الدوله
محمدقلی آصف‌الدوله از رجال دوره قاجار بود.

## زندگی
آصف‌الدوله در دربار فتحعلی‌شاه، ایشیک‌آقاسی (رئیس تشریفات سلطنتی) بود. پس از آنکه برادرش حسن‌خان سالار سر به شورش برداشت، آصف‌الدوله به عتبات رفت تا از مضان اتهام دور باشد. در سال ۱۲۸۳ قمری به فرمان ناصرالدین‌شاه وزیر عدلیه شد و در سال ۱۲۸۶ قمری که ناصرالدین شاه حکومت فارس را به پسرش ظل‌السلطان سپرد، آصف‌الدوله به پیشکاری ظل‌السلطان منصوب شد و به شیراز رفت. اما به دنبال آشوب‌های آن دیار پس از دو سال به تهران احضار گردید و در سال ۱۲۹۰ قمری، بار دیگر وزیر عدلیه شد و در سال ۱۲۹۲ قمری در تهران درگذشت.